# Автошлях Т 2112
Автошля́х Т 2112 — територіальний автомобільний шлях в Україні, E40 М03 — Пересічне. Проходить територією Дергачівського району Харківської області.
Починається на перетині з автотрасою E40 М03, проходить через селище Курортне та закінчується у смт Пересічне Р46.
Загальна довжина — 6,9 км.